# Han har öppnat pärleporten (musikalbum)
Han har öppnat pärleporten utkom 1967 och är en EP av gospelsångarna Kjell Samuelson och Rolf Samuelson på skivbolaget Heart Warming Records och inspelad i RCA Victor i Nashville, USA. Duon bildade senare musikgruppen Samuelsons med ytterligare två bröder.

## Låtlista
1. Han har öppnat pärleporten
2. Gud i naturen
3. Om du lycklig vill bli
4. Gud jag vet du allt kan göra